# Hammada du Guir
Die Hammada du Guir ist eine Hammada, also eine Stein- und Felswüste, und liegt als Felsplateau in der Sahara-Provinz Bechar des westlichen Algeriens, benannt nach dem Oued Guir, der östlich von ihr von Marokko nach Süden fließt.
Die Hammada du Guir erstreckt sich von Süd nach Nord über eine Länge von rund 260 km aus der Gegend am Oued Saoura bei Béni Abbès gegenüber den Dünengebieten des Westlichen Großen Erg bis kurz über die Grenze nach Marokko. Die Ost-West-Ausdehnung erreicht stellenweise 100 km. Im Süden schließen die Dünengebiete des Erg Er Raoui und das Bergland der Ougarta-Berge an.
Das Höhenniveau der Hammada steigt von rund 500 m am Oued Saoura im Süden bis auf 750 m im Zentrum und 1150 m am Nordrand an, bevor das Gelände in die Talsenke von Boudnib in Südmarokko abbricht.
Für den Verkehr durch die Hammada du Guir ist die Oasenstadt und Kommune Abadla am Oued Guir von zentraler Bedeutung. Von hier aus führt die Nationalstraße 6 am Ostrand der Hammada entlang nach Süden, und die Nationalstraße 50 führt durch das Zentrum der Hammada Guir nach Tindouf in die westlichste Provinz Algeriens. Mitten in der ansonsten lebensfeindlichen und menschenleeren Wüste wurde in französischer Zeit in der Nähe der N50 der Ort Hammaguir als Raketenstartplatz des französischen Centre interarmées d’essais d’engins spéciaux gebaut.